# Place Madeleine-Riffaud
La place Madeleine Riffaud est une voie parisienne située dans le 19e arrondissement de Paris, en France.

## Situation et accès
La place est située dans le quartier du Combat, à l'intersection de l'avenue Simon-Bolivar et de la rue Manin, en contre-bas du parc des Buttes-Chaumont.

## Origine du nom
La place rend hommage à Madeleine Riffaud (1924–2024), résistante, poétesse et journaliste française.
Lors de la Libération de Paris, Madeleine Riffaud contribue à intercepter un train allemand arrivant par la voie de chemin de fer des Buttes-Chaumont, via la gare de Ménilmontant, et ainsi à la capture de quatre-vingts soldats de la Wehrmacht.

## Historique
Par délibération du 6 juin 2025, la voie prend la dénomination de « Place Madeleine Riffaud ».